# Comuna Kupievate, Hlobîne
Kupievate (în ucraineană Куп'євате) este o comună în raionul Hlobîne, regiunea Poltava, Ucraina, formată din satele Demîdivka, Kupievate (reședința), Lukașivka, Maidanivka și Manîlivske.

## Demografie
Componența lingvistică a comunei Kupievate
     Ucraineană (96,39%)
     Rusă (3,61%)
Conform recensământului din 2001, majoritatea populației comunei Kupievate era vorbitoare de ucraineană (96,39%), existând în minoritate și vorbitori de rusă (3,61%).